# Mikalaj Szcjapanavics Harbacsov
Mikalaj Szcjapanavics Harbacsov, belaruszul: Мікалай Сцяпанавіч Гарбачоў (Pogacsev, 1948. május 15. – 2019. április 9.) olimpiai és világbajnok szovjet-fehérorosz kajakozó.

## Pályafutása
Az 1972-es müncheni olimpián aranyérmet szerzett Viktor Krataszjukkal kajak kettes 1000 méteres versenyszámban. 1971 és 1975 között a világbajnokságokon egy arany- és két bronzérmet szerzett a kajak négyes csapat tagjaként 10000 méteren.

## Sikerei, díjai
- Olimpiai játékok – K-2 1000 m
  - aranyérmes: 1972, München
- Világbajnokság – K-4 10000 m
  - aranyérmes: 1974
  - bronzérmes (2): 1971, 1975